# Операции на Българската армия във Вардарска Македония през есента на 1944 г.
Операциите на Българската армия във Вардарска Македония през есента на 1944 година са част от Първата фаза от участието на България във войната срещу Третия райх. Това са т. нар. Брегалнишко-Струмишка и Страцинско-Кумановска операция, като тук попада и превземането на Скопие.

## Операции
На 18 септември 1944 г. българската армия преминава в оперативно подчинение на командващия III Украински фронт маршал Фьодор Толбухин. Определени за участие в бойните действия срещу Германия са Първа, Втора и Четвърта български армии, които се дислоцират на западните граници на България. За осъществяване на двете операции в Македония – Брегалнишко-Струмишката и Страцинско-Кумановската са определени Първа българска армия и Четвърта българска армия.
От 8 октомври до 19 ноември се провежда Страцинско-Кумановската операция. Българските войски започват настъпление на 8 октомври и същия ден влизат в Крива паланка. Последователно се водят боеве за хребета Стражин (18 октомври) и Страцинската позиция, която е овладяна на 25 октомври от парашутисти. Сраженията продължават при река Пчиня и град Куманово (11 ноември), където частите на Вермахта наново са разбити. На 13 и 14 ноември части на Първа и Четвърта българска армия влизат в Скопие, с което изпълняват поставената им задача. Настъплението продължава като част от Косовската операция и на 19 ноември българските войски превземат Прищина
По същото време се води и Брегалнишко–Струмишката операция. Задачата на армията е да овладее района на Щип и като прегради направленията Струмица–Пехчево и от Щип към Кратово, да осигури левия фланг на българската армия. Първоначално Четвърта армия (от 30 октомври вече командвана от генерал-майор Асен Сираков) има в състава си само Пета пехотна дунавска дивизия, но в хода на бойните действия са ѝ придадени Седма пехотна рилска дивизия и Втора конна бригада. Предвижда се съдействие и от югославския Брегалнишко-Струмишки корпус. Настъплението на армията започва на 15 октомври. Като сломяват последователно противниковата съпротива, войските заемат Кочани, а по-късно овладяват района на Щип. Това им позволява да преминат в преследване на оттеглящия се към долината на река Вардар противник. На 10 ноември е превзет Велес, а три дена по-късно е получена заповед да се окаже съдействие на Първа българска армия за овладяването на Скопие.

## Превземане на Скопие
Поради важното оперативно значение, което има столицата Скопие, в днешната Република Македония традиционно се тиражира мистификацията, че градът е овладян на 13 ноември 1944 г. от части на т. нар. Народоосвободителна войска на Македония. Това става след тежка, продължила няколко дни битка. Днешната македонска историография твърди също, че тези действия са предотвратили взривяването на редица обекти в града, каквито намерения са имали германците. Впоследствие на един пристигнал сутринта на 14 ноември български полк е било попречено да влезе в овладяното от партизаните Скопие. Така на практика българите нямат принос за превземането на града.
По сведения на генерал Уолтър Оксли – ръководител на британската част на Съюзническата контролна комисия в България, изпратени до ръководството на британското военно министерство както и щаба на Обединените съюзнически сили в Средиземноморието:
| „ | „...Скопие е овладяно след слаба (германска) съпротива срещу концентричните български атаки. Партизаните са изчаквали на околните хълмове, като са се спуснали за да подкрепят навлизането на българите в града. Българите са задържали военнопленниците, но са предали плененото оръжие на Титовите партизани....“ | “ |

Информацията, че Скопие е превзето от българската армия е разпространена на 14 и 15 ноември от радио Москва, радио Лондон и радио Гласът на Америка, както и от радио София.
Всъщност, след завземането на Куманово на 12 ноември, Главното командване заповяда на Първа армия да продължи офанзивата си към Скопие. Същия ден изтеглящите се на север от Гърция последни части на германската Група армии „Е“ са навлезли в града, в който е разположен и гарнизон на Вермахта. Българското командване пренасочва на 13 ноември и части на Четвърта армия от юг за овладяване на града. Същия ден сутринта, германците продължават на север и започват да се изтеглят от Скопие. Така до късния следобед основните им сили са напуснали града. Към 18,30 ч. разузнавателният взвод от 5-и пехотен полк на 5-а дивизия пръв влиза в Скопие, а последвалите го части на 2-ра пехотна дивизия започват да прочистват отделни гнезда на съпротива в южната и източната му част. Малко преди полунощ те овладяват и неговия център.
Междувременно след навлизането на българите, части на македонската 12-а бригада от югозапад и на 3-та бригада от юг, заедно с местните комунистически бойни групи поставят под свой контрол югозападната част на града край река Вардар. По сведения на последните германски войници (сапьори) напуснали града малко преди полунощ на 13 ноември, те са имали заповед да взривят някои от стратегическите обекти в него, които предварително са били минирани, като Камен мост, Централната банка и др. В последния момент, поради молба на първенците на града, заповедта е била отменена. Вместо благодарност, те са обстрелвани в гръб от организирани от комунистическата съпротива бойни групи.
На 14 ноември сутринта и части на Четвърта армия достигат до Скопие и навлизат в него. На същия ден е проведен импровизирани парад с участието на македонски партизани и български войници. Междувременно е направен опит да се попречи на командващия ген. Владимир Стойчев да присъства на прада. С помощта на българско щурмово оръдие, направената партизанска барикада е разрушена и Стойчев я преодолява. В късния следобед на българското командване е предаден ултиматум за незабавно изтегляне. Заповедта носи подписа на командира на бригадата „Гоце Делчев“ Пецо Трайков, който е назначен за комендант на града. Съветникът при Първа армия полковник Афанасий Замотаев – руски офицер и Щерю Атанасов, на лична среща с Михайло Апостолски временно решават конфликта. Все пак на другия ден българите започват да напускат Скопие, като част от тях подновяват офанзивата си на север към Косово, а други се оттеглят към старите предели на страната.
Според Методи Кърпачев който също е в състава на бригада „Гоце Делчев", на 14 ноември военната част пристига Скопие, но вижда, че градът вече е зает от българските войски. Населението също не ги посреща с очаквания ентусиазъм. Кърпачев е потресен от безчинствата, извършвани на югославските партизани в града и решава да се присъедини към българските части. След разрива между Тито и Сталин през 1948 година и Пецо Трайков се връща в България. През 1949 година той пише, че въпреки твърденията на Апостолски, че той е освободил Скопие и не е позволил българските войски да влязат в града, за да правят парад, боевете за овладяване на Скопие са водени от българските войници, а партизаните само стоят отстрани и чакат да се изтеглят германците, за да нахлуят в опразнения град.

## Отношения с югославските партизани
Взаимоотношенията на Българската армия с ЮНОВ са доста сложни, като дори на подписването на Крайовската спогодба, Тито се решава едва след съветски натиск. Настъплението на югославските комунисти съвпада с придвижването на българските армии на изток и оттеглянето на германците в същата посока. Навсякъде югославските партизани имат указание да се отнасят към българите резервирано, като към бивши окупационни части, което те демонстративно изпълняват. В радиограма на Георги Димитров от Москва до Трайчо Костов, изпратена на 20 ноември се настоява Толбухин да обърне внимание на противоречията, които се съдържат в известията на българското командване и на известията на югославското командване за военните действия за завземането на градове от българската армия в Македония с цел да не се отричат или омаловажават военните успехи на българските войски в югославските известия.
След разрива на Тито и Сталин през 1948 г. югославската пропагандана историография, описва немислима фактология, като от нейните фалшификации излиза, че българските войски, доколкото все пак ги е имало на югославска територия, са били поддържащи части, при военните операции ръководени от комунистическите партизани. Същевременно, на поредица от военни карти, изготвени от командването на Група армии E, които показват нейното оттегляне през Македония и Южна Сърбия, както и в спомените на нейния началник-щаб, няма почти никаква индикация на действия на т.нар. Югославска народна освободителна армия, а е отразено придвижване само на българските дивизии.
Приносът на българските войски, все още е оспорван и дори отричан днес в Северна Македония по националистически и политически причини. На фона на многобройните паметници, паметни знаци и плочи в чест на комунистическите партизани, до този момент там няма подобни, които да увековечават паметта на загиналите български войници и офицери. На територията на бивша Югославия във Втората световна война са загинали над 3 хиляди български войници. Една част от тях са погребани там, където са се водили бойни действия. През 1963 г. югославското правителство взема решение всички български военни гробища от Втората световна война на територията на Югославия да бъдат събрани в две костници. В едната от тях в гр. Ниш, са положени костите на 2015 български войници и офицери, загинали през есента на 1944 г. в Македония и Източна Сърбия. Така са ликвидирани всички останали български военни гробища от Втората световна война в Югославия, които през 1945 г. са били повече от 100. Това е с цел споменът за загиналите да бъде умишлено заличен. Вместо това, до днес сред македонското население продължава да се насажда представата за т. нар. „бугарски фашистички окупатори“.